# Haileybury (Ontario)
Haileybury to dawna miejscowość (ang. town) w Kanadzie, w prowincji Ontario, w dystrykcie Timiskaming.  W 2004 roku Haileybury razem z miastem New Liskeard oraz kantonem Dymond utworzyło miasto Temiskaming Shores.
Według danych spisu powszechnego z roku 2001 Haileybury liczy 4543 mieszkańców (50,10 os./km²).